# Świątniki Dolne
Świątniki Dolne – wieś w Polsce, położona w województwie małopolskim, w powiecie wielickim, w gminie Gdów. W latach 1975–1998 miejscowość administracyjnie należała do województwa krakowskiego.

## Historia
Obowiązek posługiwania przy Katedrze Krakowskiej miały cztery wsie służebne: Szczytniki, Trąbki, Górki (późniejsze Świątniki Górne) i Świątniki Dolne. Wsie świątnicze wchodziły w skład uposażenia kustodii katedralnej, a pieczę nad nimi trzymał opiekun świątyni, zwany kustoszem, który miał obowiązek, a zarazem przywilej sądzenia mieszkańców w sprawach świeckich, a w razie potrzeby musiał ich bronić. Zbiorowym obowiązkiem wsi należących do kustodii była cotygodniowa posługa w katedrze.

## Urodzeni we wsi
- Błażej Jurkowski – nauczyciel[4] w C. K. Gimnazjum w Buczaczu, w 1894 przydzielony do C. K. IV Wyższego Gimnazjum z polskim językiem wykładowym we Lwowie[5]